# Homodes iomolybda
Homodes iomolybda là một loài bướm đêm trong họ Noctuidae.